# Kerkhof van Renty

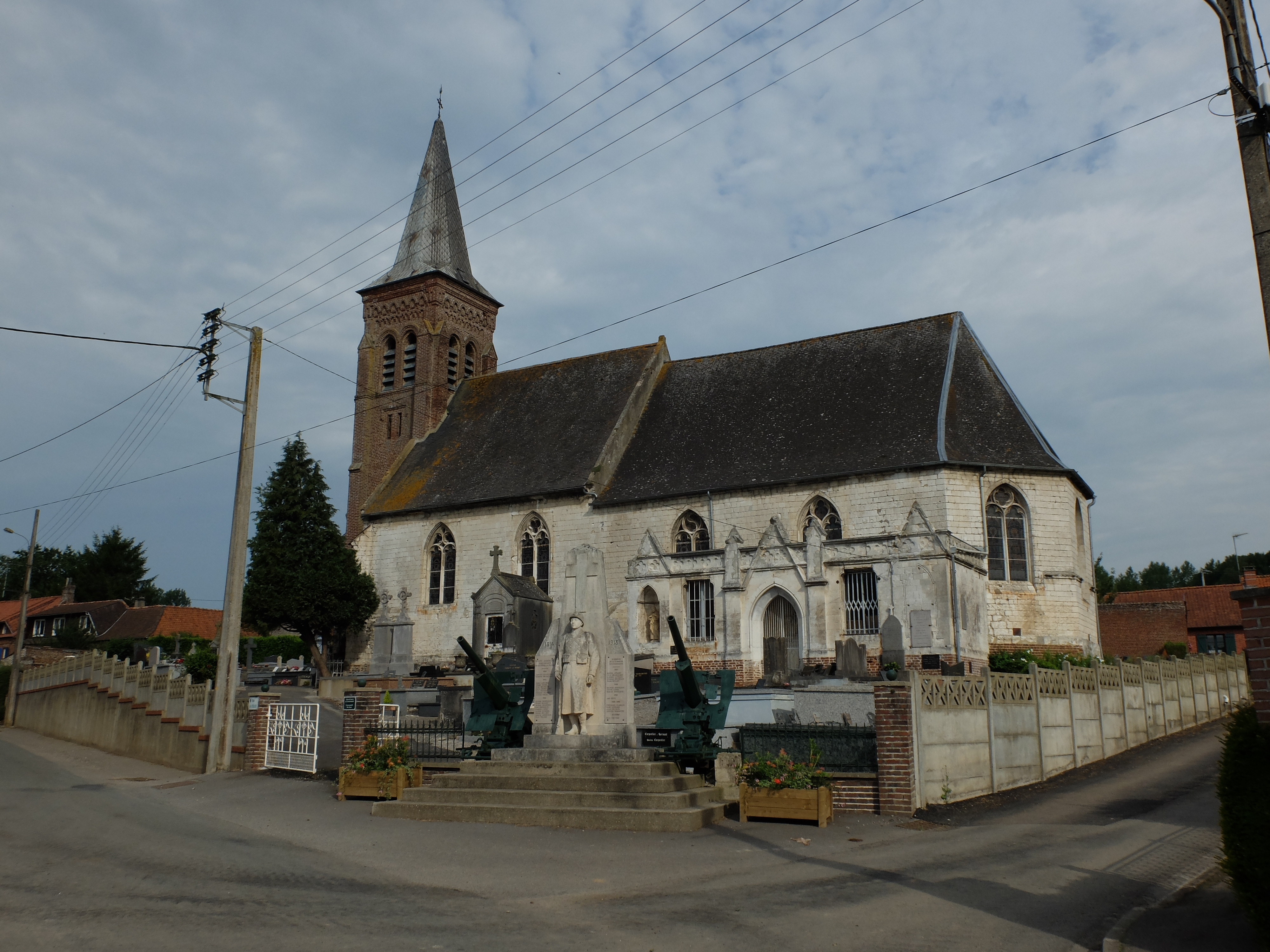
Église Saint-Vaast met kerkhof

Het Kerkhof van Renty is een gemeentelijke begraafplaats in de Franse gemeente Renty in het departement Pas-de-Calais. Het kerkhof bevindt zich in het dorpscentrum van Renty rond de Église Saint-Vaast.

## Brits oorlogsgraf
Op het kerkhof bevindt zich een Brits oorlogsgraf uit de Eerste Wereldoorlog. Het graf is geïdentificeerd en wordt onderhouden door de Commonwealth War Graves Commission. In de CWGC-registers is de begraafplaats opgenomen als Renty Churchyard. 